# André Malraux
André Malraux ( 3 tháng 11, 1901 tại Paris - 23 tháng 11, 1976 tại Créteil, Val-de-Marne) là một nhà văn (từng đoạt Giải Goncourt),  nhà phiêu lưu, nhà lý luận nghệ thuật và chính trị gia (từng làm Bộ trưởng bộ văn hóa Pháp 1959-1969) người Pháp.

## Tiểu sử
Gia đình ông không đầm ấm, ông nội và cha đều tự tử vì phá sản và chán đời. Thuở nhỏ ông thích đọc sách, thăm viếng các viện bảo tàng.
Nội chiến Tây Ban Nha bùng nổ, Malraux chạy sang giúp phe Cộng hòa, thuyết phục chính phủ Pháp giao cho ông một đội phi cơ để chống lại phe Francisco Franco, nhưng chỉ mấy tháng sau phi đội ấy tan rã.
Chiến tranh thế giới thứ hai bùng nổ, Malraux gia nhập vào đội kỵ binh ở Provins. Nước Pháp thua trận, đầu hàng. Malraux bị giam ở Sens, rồi vượt ngục và trốn xuống vùng tự do tại Roquebrune. Tháng 4 năm 1944, Malraux tự xưng là đại tá Berger và cố gắng tập hợp kháng chiến quân trong vùng Tây Nam. Bị thương hồi tháng 7, bị giam ở Toulouse, ông được lực lượng kháng chiến FFI giải thoát. Do các hệ thống kháng chiến vùng Tây Nam đã có người đảm trách nên Malraux đề nghị cầm đầu quân du kích vùng Alsace-Lorraine, nằm dưới quyền của tướng De Lattre.
Ông trở thành Tổng trưởng Thông tin, rồi Tổng trưởng Văn hoá trong các chính phủ của Tổng thống Charles de Gaulle.

## Tác phẩm văn học
- Lunes en papier, 1921
- La Tentation de l'Occident, 1926
- Les Conquérants, 1928
- Royaume-Farfelu, 1928
- La Voie royale, 1930; đoạt giải thưởng Interallié 1930
- La Condition humaine / Thân phận con người, 1933, đoạt giải thưởng Goncourt.
- Le Temps du mépris, 1935
- L'Espoir, 1937
- Sierra de Teruel, phim, 1939, (1945 tái bản với tựa L'Espoir), đoạt Giải thưởng Điện ảnh Louis Delluc 1945
- La Lutte avec l'ange, 1943 tại Thụy Sĩ, 1948 với tựa đề Les Noyers de l'Altenbourg tại Pháp
- Le Démon de l'Absolu, 1946
- Esquisse d'une psychologie du cinéma, 1946
- Psychologie de l'Art: Le Musée imaginaire - La Création artistique - La Monnaie de l'absolu, 1947-1948-1950
- Les Voix du silence, 1951
- Le Musée Imaginaire de la sculpture mondiale: La Statuaire - Des Bas-reliefs aux grottes sacrées - Le Monde Chrétien"", 1952-1954
- La Métamorphose des dieux, 1957, sau đó với tựa đề Le Surnaturel
- Antimémoires, 1967 (phần đầu của Miroir des Limbes)
- Les Chênes qu'on abat..., 1971 (tái bản với tựa đề La Corde et les souris)
- Oraisons funèbres, 1971 (tái bản với tựa đề La Corde et les souris)
- La Tête d'obsidienne, 1974 (tái bản với tựa đề La Corde et les souris)
- Lazare, 1974 (tái bản với tựa đề La Corde et les souris)
- Hôtes de passage, 1975 (tái bản với tựa đề La Corde et les souris)
- La Corde et les souris, 1976 (phần 2 của Miroir des Limbes)
- Le Miroir des Limbes, 1976 (I. Antimémoires + II. La Corde et les souris và Oraisons funèbres)
- Le Surnaturel, (1977, hiệu đính và bổ sung cuốn La Métamorphose des Dieux
- L'Irréel, La Métamorphose des Dieux. II, 1975
- L'Intemporel, La Métamorphose des Dieux. III, 1976
- L'Homme précaire et la littérature, 1977